# Burton (ciruela)
Burton es una variedad cultivar de ciruelo (Prunus domestica), de las denominadas ciruelas europeas.
Una variedad de ciruela procedente de plántula descubierta en 1900 por R.E. Burton en Vacaville, California, Estados Unidos, de parentales desconocidos.
Las frutas tienen un tamaño grande a muy grande, color de piel rojo claro, rojo oscuro, amoratado o casi negro, todo ello mezclado, nunca uniforme, también a veces se deja entrever el fondo amarillo anaranjado, por lo general la parte más oscura es la zona peduncular, y pulpa de color amarillo calabaza, textura medio firme, poco jugosa, y sabor muy dulce, estupendo si se quita la piel.

## Historia
'Burton' variedad de ciruela cuyo origen es una plántula descubierta en 1900 por R.E. Burton en Vacaville, California, Estados Unidos. Introducida en los circuitos comerciales en 1926.
'Burton' está cultivada en diversos bancos de germoplasma de cultivos vivos, tales como en National Fruit Collection (Colección Nacional de Fruta) de Reino Unido con el número de accesión: 1947-401 y Nombre Accesión : Burton. Fue introducida en el "Probatorio Nacional de Fruta" para evaluar sus características en 1947.
'Burton' está cultivada en el Banco de germoplasma de cultivos vivos de la Estación experimental Aula Dei de Zaragoza. Está considerada incluida en las variedades locales autóctonas muy antiguas, cuyo cultivo se centraba en comarcas muy definidas, que se caracterizan por su buena adaptación a sus ecosistemas, y podrían tener interés genético en virtud de su características organolepticas y resistencia a enfermedades, con vista a mejorar a otras variedades.

## Características
'Burton' árbol de porte extenso, moderadamente vigoroso, erguido, sus hojas de la planta leñosa son caducas, de color verde, forma elíptica, sin pelos presentes, tienen dientes finos en el margen. Flor blanca, que tiene un tiempo de floración que comienza a partir del 15 de abril con el 10% de floración, para el 19 de abril tiene una floración completa (80%), y para el 1 de mayo tiene un 90% de caída de pétalos.
'Burton' tiene una talla de tamaño grande a muy grande de forma elíptico alargada a veces formando algo de cuello en la zona peduncular, en general ventruda y a veces deprimida en las caras laterales, asimétrica, con un lado más desarrollado, sutura línea muy fina, apenas marcada, situada en depresión ligera en la parte central ventral y hasta el punto pistilar y completamente superficial en el tercio superior, con peso promedio de 53.50 g; epidermis tiene una piel recia, con abundante pruina azulado violácea, pubescencia fácilmente perceptible alrededor del punto pistilar, siendo el color de la piel rojo claro, rojo oscuro, amoratado o casi negro, todo ello mezclado, nunca uniforme, también a veces se deja entrever el fondo amarillo anaranjado, por lo general la parte más oscura es la zona peduncular, punteado muy abundante, de tamaño variable, amarillento o ruginoso/"russetting" con aureola carmín vivo en las zonas de coloración más clara; pedúnculo largo, fino, algo curvo, sin pubescencia, con una longitud promedio de 14.24 mm, con la cavidad del pedúnculo estrechísima y apenas pronunciada, más levantada en el lado opuesto de la
sutura por lo que queda oblicua; pulpa de color amarillo calabaza, textura medio firme, poco jugosa, y sabor muy dulce, estupendo si se quita la
piel.
Hueso semi libre, adherente en zona ventral y más rara vez en caras laterales, tamaño mediano o grande, elíptico, forma variable, en general asimétrica, zona ventral muy marcada, a veces muy ancha y plana, surcos muy poco marcados, superficie arenosa semi lisa con mucha frecuencia como corroída.
Su tiempo de recogida de cosecha se inicia en su maduración en la segunda decena de agosto. Algo agrio cuando se recolecta por primera vez, pero se suaviza con el almacenamiento. Se conserva bien un par de semanas en cámara frigorífica.

## Usos
Se usa comúnmente como postre fresco de mesa buena ciruela de postre de fines de verano.
También se usa por su alto contenido de azúcar lo convierte en una excelente opción para enlatar y secar.